# Merenrap
Il merenrap, o meren-rap, è un sottogenere della musica hip hop, generato dalla fusione tra il merengue dominicano e il rap. La prima canzone di questo genere è stata "Soy Chiquito (No Inventes Papito, No Inventes)" di Santi Y Sus Duendes y Lisa M nel 1990. Altri importanti artisti sono i Proyecto Uno.